# Беарнский соус
Филейчики под соусом «беарнез» были поданы безукоризненно, и красное вино к ним бордосское, не слишком густое, пилось легко.
Беарнский соус (беарне́з, фр. sauce béarnaise, по французскому топониму Беарн) — горячий соус французской кухни к жареному красному мясу и рыбе. Эмульгированный яично-масляный беарнский соус обнаруживает сходство с голландским, но гуще его за счёт большего количества яичных желтков и ароматнее за счёт эстрагона и других пряностей.
Соус беарнез сочетается с мясными и рыбными блюдами, приготовленными на гриле, его сервируют к говядине шатобриан, шницелям, лангетам, жареным почкам, натуральным котлетам из дичи и птицы. Впервые соус появился на столе в 1830 или 1837 году на праздничном обеде в ресторане павильона Генриха IV, бывшей монаршей резиденции в Сен-Жермен-ан-Ле, и был назван в честь родного города короля — Беарна. По сведениям В. В. Похлёбкина, беарнский соус был изобретён в Беарне и затем завезён в Париж самим королём Генрихом двумя веками раньше. Соус беарнез получил всемирное признание и выпускается как кулинарный полуфабрикат.
Приготовление классического яично-масляного беарнского соуса начинается с припускания мелко нарезанных зелени эстрагона и лука-шалота с чёрным перцем в смеси белого вина с винным уксусом, в немного остывший соус затем вводят яичные желтки и взбивают их до кремовой консистенции, затем при постоянном помешивании добавляют растопленное сливочное масло. Соус протирают и приправляют солью и кайенским перцем, перед подачей посыпают нашинкованными листьями эстрагона и кервеля. В рецепте беарнского соуса, представленном в советском издании «Основ кулинарии» 1941 года, предлагается сначала проварить выпаренные с уксусом репчатый лук и эстрагон с белым соусом, затем, сняв с огня, добавить голландский и провернуть перед подачей через салфетку. В специализированном пособии «Соусы и специи» 1959 года такой рецепт приведён под названием «голландский соус с эстрагоном». Беарнезом в современной русской кулинарной литературе также называют «голландский соус с уксусом», который предварительно проваривают с крупно дроблённым чёрным перцем и лавровым листом, без эстрагона. Беарнский соус с томатами называется «шорон».